# Saatli-Moschee
Koordinaten: 39° 19′ 8,3″ N, 26° 41′ 38,8″ O
Die Saatli-Moschee (früher türkisch Ayos İanni Kilisesi, von griechisch ῞Αγιος ᾿Ιωάννης ‚Heiliger Johannes‘) ist eine Moschee in Ayvalık. Das Gebäude wurde um 1850 als griechisch-orthodoxe Kirche errichtet. Sie wurde nach den Griechenverfolgungen im Osmanischen Reich 1914–1923 und dem darauffolgenden Bevölkerungsaustausch zwischen Griechenland und der Türkei im Jahre 1928 in eine Moschee umgewandelt.

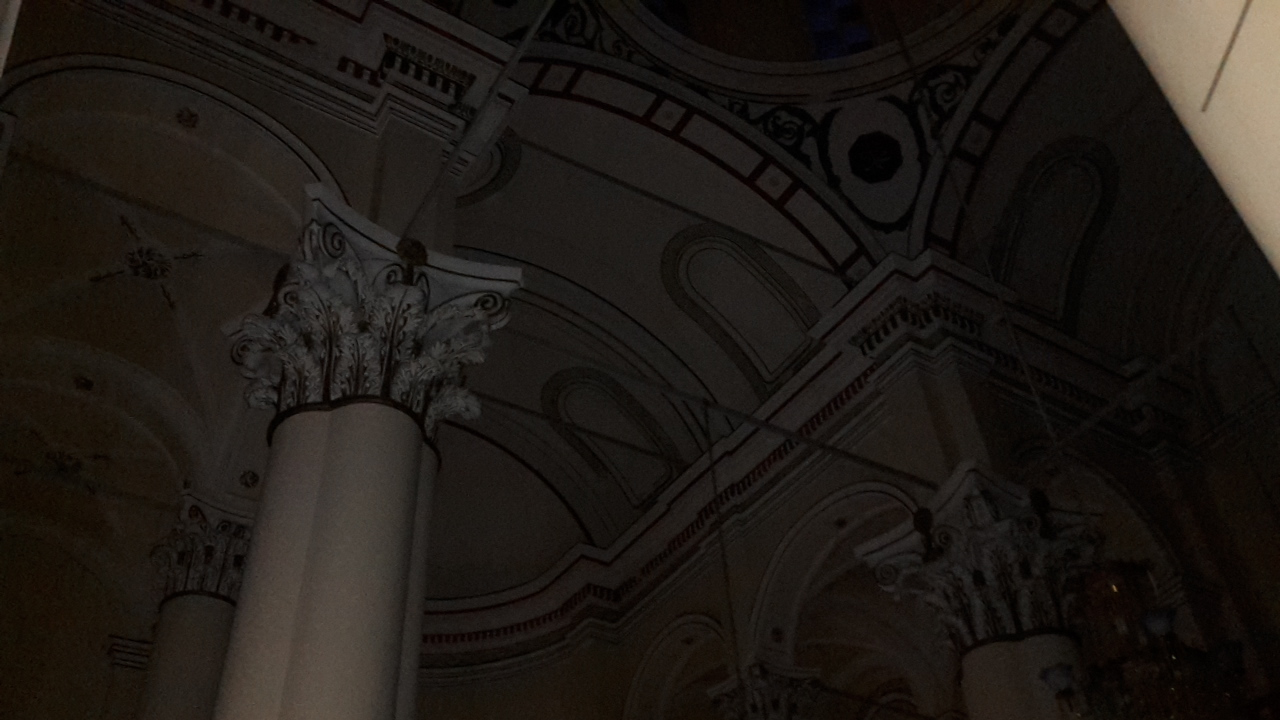
Deckenverzierungen der ehemaligen Kirche

Nach der Umwandlung wurde die auf dem Plan eines orthodoxen Kreuzes errichtete Kirche zunächst Basar-Moschee (Çarşı Camii) genannt – unter Beibehaltung des von den Griechen mit errichteten Glockenturmes. Die historischen Ikonen hingegen wurden entfernt und die Fresken übermalt.
Seit der Glockenturm bei einem Erdbeben im Jahre 1944 oben zerstört und in einen Uhrturm umgewandelt wurde, wird die Moschee „Moschee mit Uhr“ (Saatli Camii) genannt. Im September 2003 stürzte bei einem Sturm das Minarett auf die Kirche und beschädigte die mit Ziegelsteinen bedachte Kuppel.
Mit 24 Metern Höhe war die ein Areal von 375 Quadratmetern umfassende Kirche die zweitgrößte im Landkreis Ayvalık (gr. Kydonies). Das dazu errichtete Minarett ist 44 Meter hoch.